# Pavel Hradečný
Pavel Hradečný (30. října 1938 Brno – 17. června 2006 Praha) byl český historik a balkanista. Oblastí jeho vědeckého zájmu byly nové a nejnovější dějiny jihovýchodní Evropy, zejména Albánie, Řecka a zemí bývalé Jugoslávie, vztahy mezi balkánskými státy a kontakty českých zemí s národy tohoto regionu.

## Biografie
V letech 1956-1961 vystudoval historii a český jazyk na Filozofické fakultě Masarykovy univerzity v Brně. V akademickém roce 1959 až 1960 absolvoval roční studijní pobyt na univerzitě v Tiraně. V roce 1963 nastoupil na brněnské filozofické fakultě jako asistent. Zde také začal publikovat první studie a články, které se zaměřovaly na problematiku politických a hospodářských kontaktů meziválečného Československa, Rumunska a Bulharska.
V roce 1966 odešel do Prahy do Ústavu dějin evropských socialistických zemí Československé akademie věd, kde plánoval dokončit svou rigorózní práci. Znalosti srbochorvatského a albánského jazyka si prohloubil na stáži na univerzitách v Bělehradě a Prištině, kam ho ČSAV vyslala. Zde se také poprvé seznámil s kosovskou problematikou. Stal se jedním z mála českých albanistů a mezi historiky vůbec jediným znalcem Albánie a Kosova v tehdejším Československu, a později v České republice. Díky znalosti albánštiny (ale i turečtiny) a několika pobytům v Albánii shromáždil řadu pramenů přímo ze zdejších zdrojů i odkazů ze světové historické literatury. Svou rigorózní práci na téma Albánie mezi dvěma světovými válkami 1918-1939 obhájil v roce 1967 a získal tím titul PhDr.
Do jeho dalšího profesního života ovšem výrazně zasáhla tzv. normalizační prověrky, kdy byl jako sympatizant myšlenek „pražského jara“ vyloučen z komunistické strany a nebylo mu dovoleno obhájit v roce 1971 svou  připravenou kandidátskou práci, ani cestovat do zahraničí. V ČSAV mohl pokračovat pouze na pozici vědeckotechnického pracovníka. I přes nepřízeň tehdejšího režimu nepolevil ve svém úsilí vytvářet původní odborné práce. Publikoval řadu článků a studií ( např. ve Slovanském přehledu a Slovanských historických studiích) o albánském meziválečném období a  politickém vývoji po druhé světové válce.
Naplno však mohl rozvinout své odborné schopnosti až po listopadu 1989. V květnu 1991 mu bylo umožněno v rámci rehabilitačního řízení obhájit kandidátskou disertační práci K problematice zahraničněpolitického a vnitřního vývoje Albánie v letech 1939 - 1978, kterou tvořil soubor jeho dřívějších studií z šedesátých až osmdesátých let.
V průběhu devadesátých let vydal velké množství odborných prací, byl například spoluautorem publikace Historické souvislosti rozpadu Jugoslávie (Praha 1996), ale i odborných článků a studií.
Úzce se věnoval i dějinám Řecka. Vedl kolektiv českých historiků, kteří zpracovali publikaci Dějiny Řecka (Praha 1998) když sám napsal skoro tři pětiny této knihy. Publikace vyšla v Nakladatelství Lidové noviny, v edici Dějiny států. Vzápětí vydal monografii Řekové a Turci. Nepřátelé nebo spojenci? (Praha 1999), která popisuje vývoj řecko-tureckých vztahů, včetně nedořešené tzv. kyperské otázky. V následujícím díle s názvem Řecká komunita v Československu. Její vznik a počáteční vývoj 1948-1954 (Praha 2000) se věnoval integraci řeckých emigrantů do komunistického Československa a pozadí řecké občanské války. Tato publikace, sepsaná na základě nezveřejněných archivních materiálů, vzbudila značný ohlas jak v České republice, tak v Řecku. Nedokončené zůstaly jeho dvě velké knihy, a to Dějiny Albánie, které připravoval pro Nakladatelství Lidové noviny, taktéž do edice Dějiny států, a Kosovská otázka, která měla být vydána ve stejném nakladatelství v edici Dějiny a současnost. Po jeho smrti dokončil Dějiny Albánie Ladislav Hladký. K završení jeho práce přispěli také Virgil Monari s autorovou dcerou Pavlou Burdovou Hradečnou, kteří pojednali vývoj albánské kultury ve 20. století, a František Šístek, který dovedl výklad Dějin Albánie do bezprostřední současnosti.
Významná byla i jeho pedagogická činnost. Vyučoval albánský jazyk a dějiny na Univerzitě Karlově v Praze, přednášel moderní historii Řecka na Masarykově univerzitě v Brně.

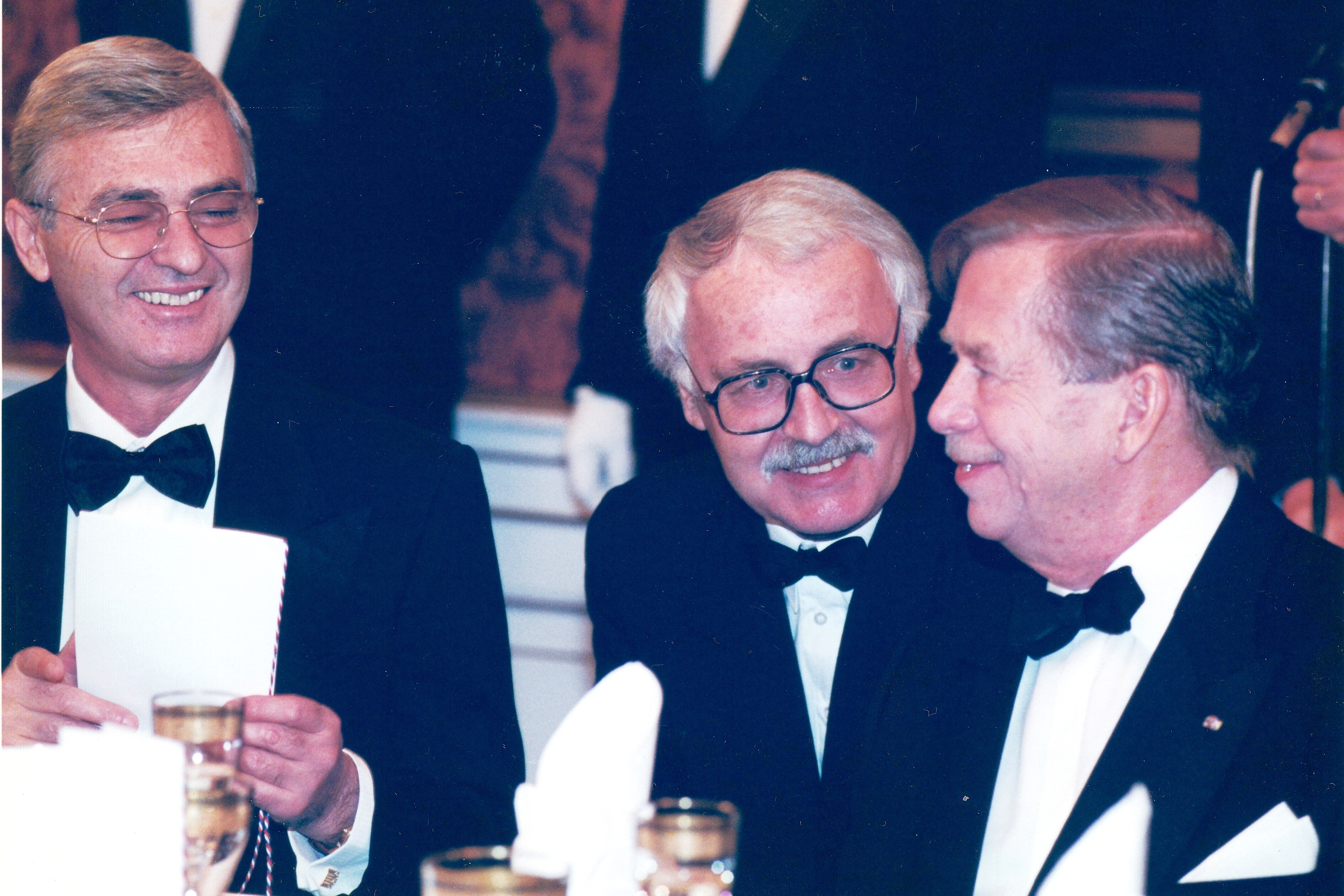
Pavel Hradečný ve společnosti českého prezidenta Václava Havla a albánského prezidenta Rexhepa Meidaniho.

Neméně rozsáhlá byla i jeho popularizační činnost. Napsal množství novinových a časopiseckých článků,vystupoval v rozhlase a televizi, spolupracoval s humanitární organizací Člověk v tísni a podílel se na školení příslušníků českého armádního kontingentu KFOR připravujícího se na misi v Kosovu. Publikoval i v zahraničí. Jako jediný český albanista tlumočil českému prezidentovi Václavu Havlovi při jeho cestách do Kosova a při Havlově setkání s albánským prezidentem Redžepem Meidanim v Praze v roce 2000. Při té příležitosti od něj obdržel jedno z nejvyšších albánských státních vyznamenání, Zlatý řád Naima Frashëriho.

## Publikace
- HRADEČNÝ, Pavel, HAVRÁNKOVÁ, Růžena. Balkánské socialistické státy mezi dvěma válkami. Albánie – Bulharsko, svazek 1. Praha: Horizont, 1970, 233 s.
- Albánská socialistická lidová republika. Praha: Svoboda (edice Zeměmi světa), 1977, 289 s.
- BAKEŠOVÁ, Ivana, HRADEČNÝ, Pavel. Čínsko-albánské vztahy. 1949-1978, 1-3. Praha: Orientální ústav ČSAV, 1982, 468 s. (edice Problémy soudobého vývoje Číny 28/1, 28/2, 28/3)
- Politické vztahy Československa a Jugoslávie v letech 1925-1928 v zahraničním i vnitřním kontextu. Praha: ČSAV, 1988, 160 s.
- Řecká republika. Praha: 1989, 363 s. (edice Zeměmi světa)
- Kosovská otázka v letech 1944-1996 a její úloha v procesu dezintegrace komunistické Jugoslávie. In: TEJCHMAN, Miroslav, HRADEČNÝ, Pavel, ŠESTÁK, Miroslav. Historické souvislosti rozpadu Jugoslávie. Praha: 1996, s. 127-193.
- DOSTÁLOVÁ, Růžena, HROCHOVÁ, Věra, HRADEČNÝ, Pavel, OLIVA, Pavel, VAVŘÍNEK, Vladimír. Dějiny Řecka. Praha: Nakladatelství Lidové noviny, (edice Dějiny států),1998,765 s. ISBN 80-7106-192-1
- Řecká komunita v Československu. Její vznik a počáteční vývoj (1948–1954). Praha: Ústav pro soudobé dějiny AV ČR (edice Studijní materiály Ústavu pro soudobé dějiny AV ČR, svazek 6), 2000,190 s.
- Řekové a Turci. Nepřátelé nebo spojenci? Praha: Nakladatelství Lidové noviny (edice Knižnice Dějin a současnosti), 2000, 226 s.ISBN 80-7106-378-9
- Zdrženlivý internacionalismus. Občanská válka v Řecku a československá materiální pomoc Demokratické armádě Řecka. Praha: Soudobé dějiny, 10, 2003, č. 1-2, s. 58-92.
- Hradečný, Pavel, Hladký, Ladislav a kol. Dějiny Albánie. Praha: Nakladatelství Lidové noviny (edice Dějiny států), 2008. ISBN 978-80-7106-939-3

## Ocenění
- 2001 Zlatý řád „Naim Frashëri“ ( jedno z nejvyšších albánských státních vyznamenání)